# LG Optimus L3 II
De LG Optimus L3 II is een smartphone van het Zuid-Koreaanse bedrijf LG. Het toestel is het lowbudgettoestel van de tweede generatie 'L-serie'. Het toestel is geïntroduceerd tijdens het MWC 2012 in Barcelona, samen met de Optimus L5 II, L7 II en de nieuwe Optimus F-serie. Het toestel is geleverd in het zwart en in het wit.

## Software
In tegenstelling tot zijn voorganger, de LG Optimus L3, draait het standaard niet op Android 2.3, maar op versie 4.1.2. Boven op het besturingssysteem heeft LG zijn eigen interface gelegd, vergelijkbaar met Sony's Timescape UI en Samsungs TouchWiz. De interface legt veel nadruk op de kleur wit. Ook heeft LG het vergrendelingsscherm aangepast. Door naar een bepaalde applicatie toe te slepen, gaat men onmiddellijk naar die applicatie toe.

## Hardware
De smartphone heeft een tft-scherm van 3,2 inch groot met een resolutie van 240 bij 320 pixels. Onder het scherm bevinden zich 3 knoppen, een capacitieve terugknop, de fysieke thuisknop en een capacitieve menuknop. In het toestel zelf bevindt zich een batterij van 1540 mAh en een singlecoreprocessor van 1 GHz. Op de L3 II zit een camera van 3,15 megapixel aan de achterkant, hoewel een flitser en een camera aan de voorkant ontbreken.